# Адміністративний поділ Нігеру

Регіони Нігеру

Нігер поділяється на столичний округ Ніамей і 7 регіонів, які своєю чергою поділяються на 36 департаментів.
| № | Регіон    | Адміністративний центр | Площа, км² | Населення, чол. (2011) | Щільність, чол./км² |
| - | --------- | ---------------------- | ---------- | ---------------------- | ------------------- |
| 1 | Агадес    | Агадес                 | 667 799    | 511 188                | 0,77                |
| 2 | Діффа     | Діффа                  | 156 906    | 489 531                | 3,12                |
| 3 | Досо      | Досо                   | 33 844     | 2 078 339              | 61,41               |
| 4 | Мараді    | Мараді                 | 41 796     | 3 117 810              | 74,60               |
| 5 | Ніамей    | Ніамей                 | 255        | 1 302 910              | 5109,45             |
| 6 | Тахуа     | Тахуа                  | 113 371    | 2 741 922              | 24,19               |
| 7 | Тіллабері | Тіллабері              | 97 251     | 2 572 125              | 26,45               |
| 8 | Зіндер    | Зіндер                 | 155 778    | 2 916 929              | 18,72               |
|   | Всього    |                        | 1 267 000  | 15 730 754             | 12,42               |